# Saier Automobilbau

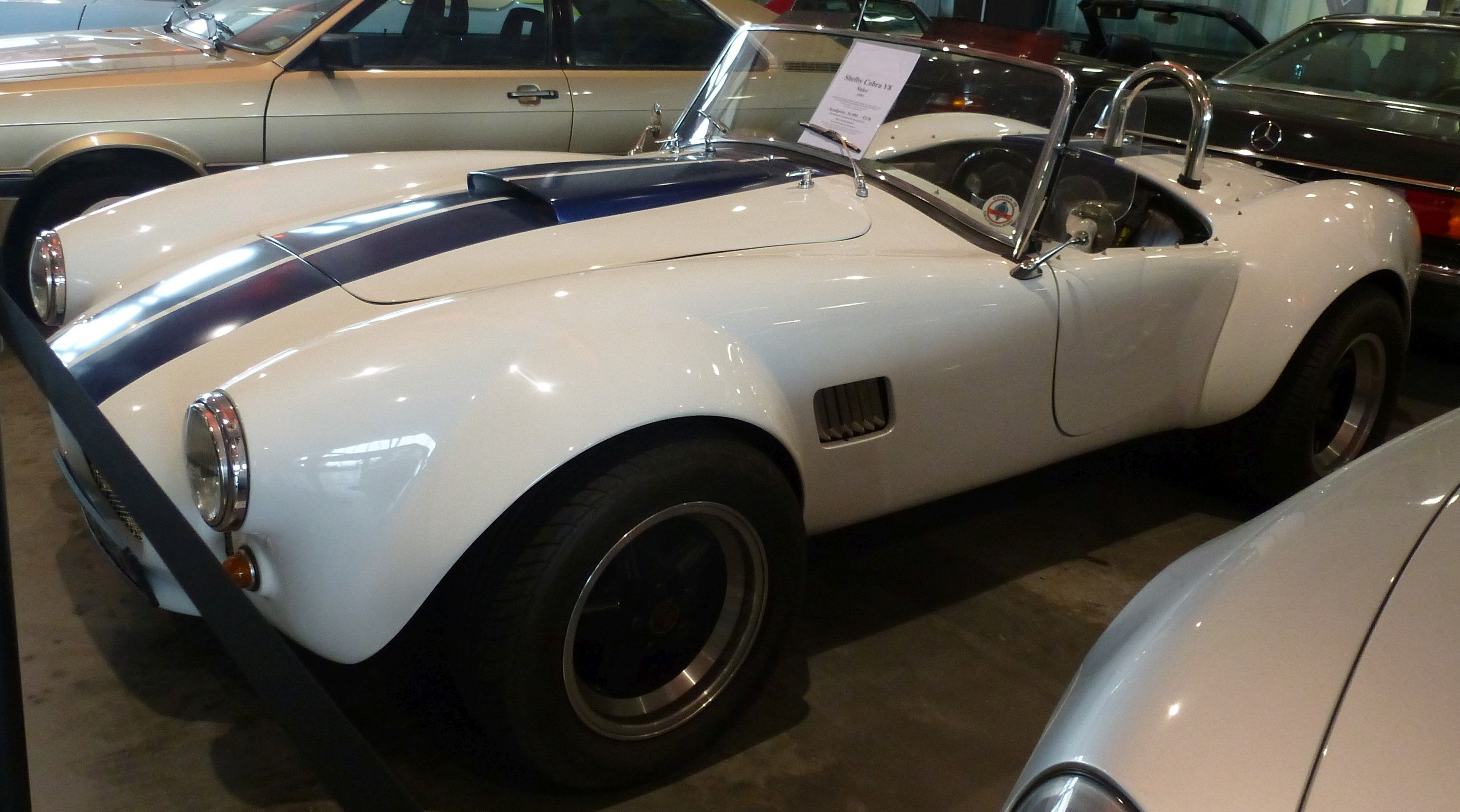
Saier Cobra

Saier war ein deutscher Automobilhersteller aus Sonnenbühl. Der Unternehmensname lautete Automobilbau Alexander Saier. Alexander Saier gründete 1981 das Unternehmen und stellte von 1984 bis 1997 verschiedene Replikas sowie Buggies her. Außerdem vertrieb er Nachbauten anderer Hersteller.

## Modelle
Ab 1984 erschien als erstes Modell ein Nachbau des MG TD mit Kunststoffkarosserie. Kurz danach ergänzten Nachbauten des Bugatti Type 35, des Mercedes-Benz 380 und des AC Cobra das Angebot. Es kamen sowohl Fahrgestelle vom VW Käfer als auch selbst entworfene Kastenrahmen zum Einsatz. Für den Antrieb sorgte ein Vierzylindermotor von Opel mit Einspritzung mit 2000 cm³ Hubraum.
Die einzige Eigenentwicklung stellte ein Buggy dar, der im Juni 1987 präsentiert wurde. Dieses Modell gab es in zwei Varianten. Im A1 kam ein Vierzylindermotor vom VW Golf mit 75 PS Leistung zum Einsatz. Im A2 sorgte ein Boxermotor vom VW Käfer mit 44 PS (32 kW) für den Antrieb.
1993 kamen Nachbauten des Austin-Healey 3000 und Porsche 356 als Coupé und Speedster dazu.
1988–1989 stellte Saier den M1, eine Replika des BMW M1 her, der nach Problemen mit BMW optisch verändert, dann als Saier S1 verkauft wurde. Es gab Fertigfahrzeuge und Bausätze. Basis war der Matra Murena.